# Processus vaginalis

Querschnitt durch den Scheidenhautfortsatz:
1 Hoden
2 Nebenhoden
3 Hodengekröse
4 Organblatt der Scheidenhaut
(Epiorchium)
5 Wandblatt der Scheidenhaut
(Periorchium)
6 Cavum vaginale
7 Nebenhodengekröse
8 Fascia spermatica interna

Der Processus vaginalis („Scheidenhautfortsatz“) zählt zu den angeborenen Gynatresien und bezeichnet eine embryonal entstehende Aussackung des Bauchfells und der inneren Rumpffaszie (Fascia spermatica interna) durch den Leistenkanal. Einen Scheidenhautfortsatz besitzen männliche Säugetiere, bei denen die Hoden aus dem Körperinneren nach außen wandern (Hodenabstieg) sowie weibliche Hundeartige. Im Processus vaginalis endet das hintere Keimdrüsenband (Gubernaculum testis, bei Hündinnen Ligamentum teres uteri).
Der Scheidenhautfortsatz gehört zu den Hodenhüllen im Inneren des Hodensacks. Der Bauchfellanteil dieser Ausstülpung wird als Scheidenhaut (Tunica vaginalis) bezeichnet. Sie kleidet dabei das Hodensackinnere als sogenanntes Wandblatt (Lamina parietalis oder Periorchium) aus. Das Wandblatt stülpt sich dann als Doppellamelle ins Innere und überzieht als Eingeweideblatt (Lamina visceralis oder Epiorchium) den Hoden. Zwischen den beiden Blättern befindet sich ein sehr enger Spaltraum, das Cavum vaginale, das die Verschieblichkeit des Hodens im Hodensack sicherstellt. Die Verbindungsstelle zwischen den beiden Blättern ist das Hodengekröse (Mesorchium), welches der Befestigung des Hodens im Hodensack dient. Am Scheidenhautfortsatz setzt der Musculus cremaster an, der den Processus vaginalis samt Hoden näher in Richtung Bauchwand zieht.
Bei Hündinnen ist der Processus vaginalis mit Fettgewebe und dem Lig. teres uteri gefüllt.